# Добрич (Словения)
Вижте пояснителната страница за други значения на Добрич.
Добрич (на словенски: Dobrič) е село в Словения, Савински регион, община Ползела. Според Националната статистическа служба на Република Словения през 2015 г. селото има 202 жители.